# Ларионова, Зинаида Алексеевна
Зинаида Алексеевна Ларионова (29.10.1906, Ивановская область — 15.10.1990) — звеньевая семеноводческого колхоза «Свобода» Пучежского района Ивановской области, Герой Социалистического Труда.

## Биография
Родилась 29 октября 1906 года в селе Палашино Пучежского района Ивановской области в крестьянской семье. Русская.
В 1930 году вступила в сельхозартель, позднее колхоз «Свобода» Пучежского района. Сельхозартель имела семеноводческое направление и специализировалось на производстве льна, который был наиболее трудоемкой культурой.
В 1936 году была назначена руководителем льноводческого звена и бессменно возглавляла его 16 лет. В 1949 году звено Ларионовой собрало особенно высокий урожай льна-долгунца — 8,06 центнеров и семян — 8,03 центнеров с гектара на площади в 2 гектара.
Указом Президиума Верховного Совета СССР от 9 июня 1950 года в соответствии с Указом Президиума Верховного Совета СССР за получение высокого урожая волокна и семян льна-долгунца при выполнении колхозами обязательных поставок и контрактации по всем видам сельскохозяйственной продукции, натуроплаты за работу МТС в 1949 году и обеспеченности семенами всех культур в размере полной потребности для весеннего сева 1950 года Ларионовой Зинаиде Алексеевне присвоено звание Героя Социалистического Труда с вручением ордена Ленина и золотой медали «Серп и Молот».
В дальнейшем продолжала работать в колхозе, получившим после очередного объединения название «Победа». Участница ВДНХ 1950 года. В 1967 году вышла на пенсию.
Жила в селе Палашино Пучежского района. Позднее переехала к родственникам в Нижегородскую область.
Награждена орденами Ленина, Трудового Красного Знамени, медалями.